# NGC 1417
NGC 1417 è una galassia a spirale barrata situata nella costellazione dell'Eridano, a una distanza di circa 192 milioni di anni luce dalla nostra Via Lattea.

## Scoperta
La galassia è stata scoperta il 5 ottobre 1785 dall'astronomo britannico di origine tedesca William Herschel.

## Descrizione
NGC 1417 ha una classe di luminosità II e presenta una larga riga a 21 cm dell'idrogeno neutro.

## Supernova
L'11 ottobre 2010, all'interno di NGC 1417 è stata scoperta la supernova SN 2010it nel corso del programma LOSS (Lick Observatory Supernova Search) dell'Osservatorio Lick. La supernova è stata classificata di tipo Ia.

## Gruppo di NGC 1417
Anche se non è né la più vasta, né la più luminosa, NGC 1417 dà il nome al Gruppo di NGC 1417 che comprende almeno 14 galassie, tra cui NGC 1358, NGC 1376, NGC 1418, NGC 1441, NGC 1449, NGC 1451 e NGC 1453.